# Kalumpang (Sprache)
Kalumpang ist eine auf Sulawesi gesprochene Toraja-Sprache. Sie gehört zu den austronesischen Sprachen. Dialekte sind unter anderem Karataun, Mablei, Mangki (E’da) und Bone Hau (Ta’da).